# Entrepeñas (Zamora)
Entrepeñas es una localidad española del municipio de Asturianos, en la provincia de provincia de Zamora y la comunidad autónoma de Castilla y León.

## Geografía
Se encuentra ubicado en la comarca de Sanabria, al noroeste de la provincia. Pertenece al municipio de Asturianos junto con las localidades de Asturianos, Cerezal, Lagarejos, Rioconejos y Villar de los Pisones.
Entrepeñas se encuentra situado junto al embalse de Cernadilla -aunque una loma lo oculta desde la mayor parte del casco urbano- y en pleno Camino de Santiago Sanabrés. En su paisaje, comienzan a observarse la presencia de los castaños.

## Historia
Durante la Edad Media Entrepeñas quedó integrado en el Reino de León, cuyos monarcas habrían acometido la repoblación de la localidad dentro del proceso repoblador llevado a cabo en Sanabria. Tras la independencia de Portugal del reino leonés en 1143 Entrepeñas habría sufrido por su situación geográfica los conflictos entre los reinos leonés y portugués por el control de la frontera, quedando estabilizada la situación a inicios del siglo XIII.
Posteriormente, en la Edad Moderna, Entrepeñas fue una de las localidades que se integraron en la provincia de las Tierras del Conde de Benavente y dentro de esta en la receptoría de Sanabria. No obstante, al reestructurarse las provincias y crearse las actuales en 1833, Entrepeñas pasó a formar parte de la provincia de Zamora, dentro de la Región Leonesa, quedando integrado en 1834 en el partido judicial de Puebla de Sanabria.
Finalmente, en torno a 1850, el antiguo municipio de Entrepeñas se integró en el de Asturianos.

## Demografía
| 2000 | 2001 | 2002 | 2003 | 2004 | 2005 | 2006 | 2007 | 2008 | 2009 | 2010 | 2011 | 2012 | 2016 | 2017 | 2018 | 2019 | 2020 | 2021 | 2022 | 2023 | 2024 |
| 79   | 77   | 73   | 67   | 70   | 69   | 67   | 66   | 66   | 62   | 57   | 65   | 65   | 54   | 54   | 52   | 50   | 49   | 50   | 51   | 53   | 54   |

## Monumentos y lugares de interés
Los dos inmuebles más representativos de Entrepeñas son su iglesia parroquial y su ermita.  De la primera, la iglesia parroquial de Nuestra Señora de la Asunción, parcialmente destruida con un incendio, conserva de su época barroca algunos pilares cilíndricos y su portada meridional, formada por un arco carpanel, enmarcada con pilastras y rematada con un frontón triangular. La ermita tiene las formas del típico humilladero del noroeste zamorano.

## Cultura

### Fiestas
Celebra sus fiestas a mediados de agosto, denominadas las Fiestas de la Juventud de Entrepeñas.